# Франція на зимових Олімпійських іграх 2010
Франція на зимових Олімпійських іграх 2010 у Ванкувері була представлена 108 спортсменами у 13 видах спорту. Прапороносцем на церемонії відкриття Олімпіади став біатлоніст Венсан Дефран, а на церемонії закриття — біатлоністка Сандрін Байї. Французькі спортсмени здобули 11 медалей: 2 золоті, 3 срібні та 6 бронзових. Збірна Франції зайняла неофіційне 12-те загальнокомандне місце.

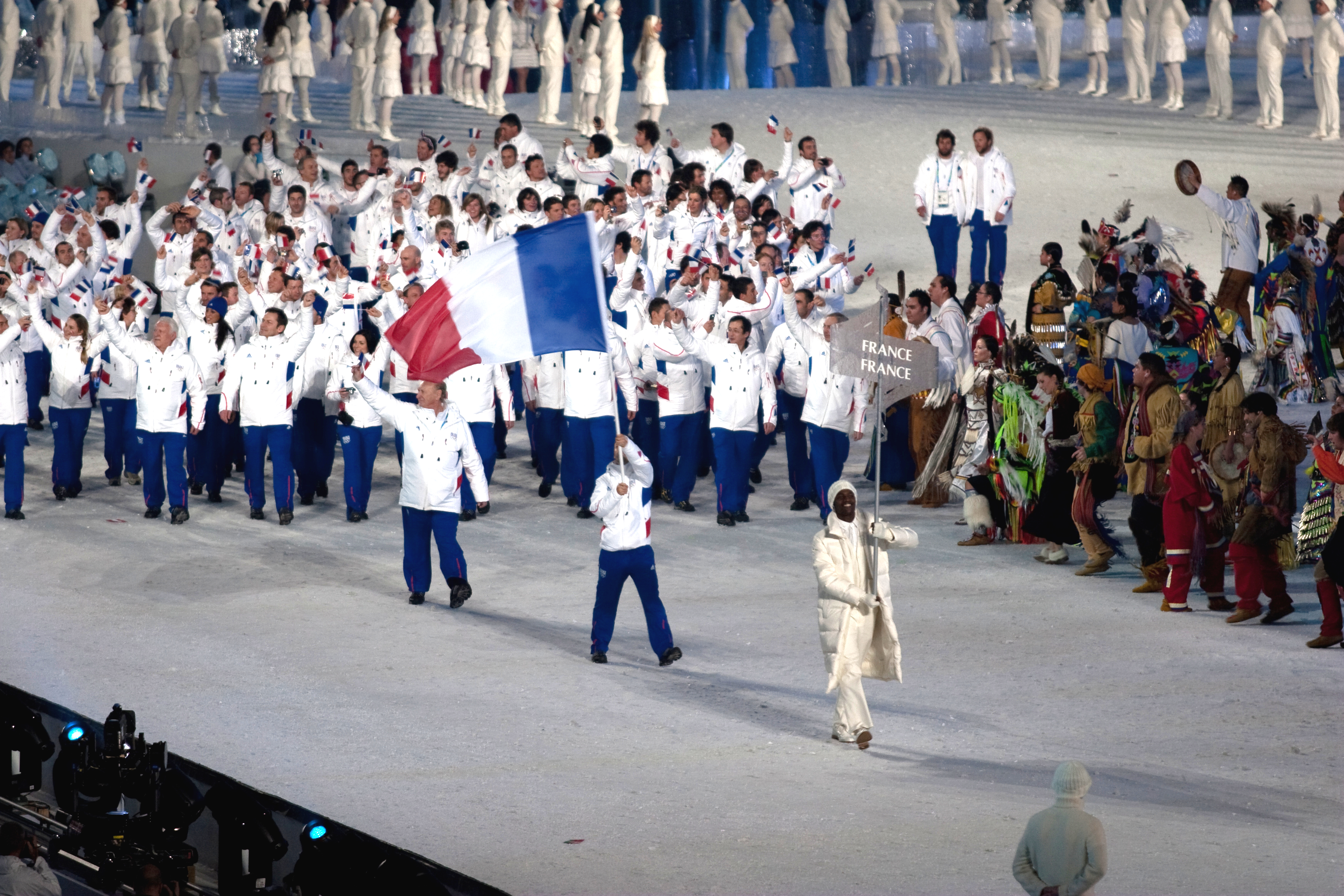
Збірна Франції під час Параду націй на церемонії відкриття Олімпіади

## Медалісти
Золото
| Золото |                     |                         |
| №      | Спортсмени          | Вид спорту (дисципліна) |
| 1      | Венсан Же           | Біатлон                 |
| 2      | Джейсон Ламі-Шаппюї | Лижне двоборство        |

Срібло
| Срібло |                                                        |                            |
| №      | Спортсмени                                             | Вид спорту (дисципліна)    |
| 1      | Дебора Антоніоз                                        | Сноубординг                |
| 2      | Мартен Фуркад                                          | Біатлон (мас-старт)        |
| 3      | Марі-Лор Брюне, Сільві Бекар, Марі Дорен, Сандрін Байї | Біатлон (естафета - жінки) |

Бронза
| Бронза |                 |                                              |
| №      | Спортсмени      | Вид спорту (дисципліна)                      |
| 1      | Венсан Же       | Біатлон                                      |
| 2      | Марі Дорен      | Біатлон                                      |
| 3      | Марі-Лор Брюне  | Біатлон                                      |
| 4      | Тоні Рамуан     | Сноубординг                                  |
| 5      | Маріон Жоссеран | Фрістайл (скі-крос, жінки)                   |
| 6      | Матьє Боззетто  | Сноубординг (паралельний гігантський слалом) |

## Спортсмени
| Вид спорту          | Чоловіки | Жінки | Всього |
| ------------------- | -------- | ----- | ------ |
| Біатлон             | 6        | 5     | 11     |
| Лижне двоборство    | 5        | 0     | 5      |
| Керлінг             | 5        | 0     | 5      |
| Санний спорт        | 1        | 0     | 1      |
| Фігурне катання     | 5        | 3     | 8      |
| Ковзанярський спорт | 2        | 0     | 2      |
| Стрибки з трампліна | 4        | 0     | 4      |
| Шорт-трек           | 5        | 2     | 7      |
| Скелетон            | 1        | 0     | 1      |
| Фристайл            | 8        | 3     | 11     |
| Гірськолижний спорт | 10       | 12    | 22     |
| Лижні перегони      | 7        | 6     | 13     |
| Сноубординг         | 10       | 8     | 18     |
| Total               | 69       | 39    | 108    |

## Біатлон
| Спортсмен                                                | Дисципліна                       | Час       | Промахи | Місце |
| -------------------------------------------------------- | -------------------------------- | --------- | ------- | ----- |
| Венсан Дефран                                            | індивідуальні перегони, чоловіки | 52:14.9   | 0+1+2+0 | 26    |
| Венсан Дефран                                            | спринт, чоловіки                 | 27:14.6   | 2+1     | 53    |
| Венсан Дефран                                            | індивідуальні перегони, чоловіки | 35:35.6   | 0+0+0+0 | 22    |
| Мартен Фуркад                                            | індивідуальні перегони, чоловіки | 50:55.4   | 1+0+2+0 | 14    |
| Мартен Фуркад                                            | спринт, чоловіки                 | 26:25.6   | 3+0     | 35    |
| Мартен Фуркад                                            | індивідуальні перегони, чоловіки | 36:28.4   | 1+0+2+2 | 34    |
| Мартен Фуркад                                            | мас-старт, чоловіки              | 35:46.2   | 2+0+0+1 | 2     |
| Сімон Фуркад                                             | індивідуальні перегони, чоловіки | 53:06.2   | 3+0+0+1 | 40    |
| Сімон Фуркад                                             | спринт, чоловіки                 | 27:53.0   | 1+3     | 71    |
| Сімон Фуркад                                             | мас-старт, чоловіки              | 36:28.1   | 0+1+0+0 | 14    |
| Венсан Же                                                | індивідуальні перегони, чоловіки | 54:37.5   | 1+1+0+2 | 60    |
| Венсан Же                                                | спринт, чоловіки                 | 24:07.8   | 0+0     | 1     |
| Венсан Же                                                | індивідуальні перегони, чоловіки | 34:06.6   | 0+0+1+1 | 3     |
| Венсан Же                                                | мас-старт, чоловіки              | 36:10.3   | 0+0+0+1 | 8     |
| Венсан Же Мартен Фуркад Сімон Фуркад Венсан Дефран       | естафета, чоловіки               | 1:24:50.7 | 1+9     | 6     |
| Сандрін Байї                                             | індивідуальні перегони, жінки    | 46:28.8   | 1+0+3+1 | 52    |
| Сандрін Байї                                             | спринт, жінки                    | 20:45.3   | 2+1     | 15    |
| Сандрін Байї                                             | гонка переслідування, жінки      | 33:15.0   | 1+0+1+2 | 27    |
| Сандрін Байї                                             | мас-старт, жінки                 | 36:02.0   | 0+0+2+0 | 7     |
| Марі-Лор Брюне                                           | індивідуальні перегони, жінки    | 42:44.4   | 0+1+0+1 | 12    |
| Марі-Лор Брюне                                           | спринт, жінки                    | 20:23.3   | 0+0     | 6     |
| Марі-Лор Брюне                                           | гонка переслідування, жінки      | 30:44.3   | 0+0+0+0 | 3     |
| Марі-Лор Брюне                                           | мас-старт, жінки                 | 36:39.5   | 0+0+1+2 | 15    |
| Марі Дорен-Абер                                          | індивідуальні перегони, жінки    | 46:17.7   | 2+1+0+1 | 51    |
| Марі Дорен-Абер                                          | спринт, жінки                    | 20:06.5   | 0+0     | 3     |
| Марі Дорен-Абер                                          | гонка переслідування, жінки      | 32:03.2   | 0+1+0+1 | 17    |
| Марі Дорен-Абер                                          | мас-старт, жінки                 | 36:40.9   | 1+0+0+0 | 16    |
| Сільві Бекар                                             | індивідуальні перегони, жінки    | 44:13.2   | 1+1+1+0 | 30    |
| Сільві Бекар                                             | спринт, жінки                    | 21:21.6   | 1+1     | 29    |
| Сільві Бекар                                             | гонка переслідування, жінки      | 33:34.8   | 1+0+2+0 | 29    |
| Марі-Лор Брюне Сільві Бекар Марі Дорен-Абер Сандрін Байї | естафета, жінки                  | 1:10:09.1 | 2+8     | 2     |

## Гірськолижний спорт
| Жоан Кларе           | комбінація, чоловіки         | не фінішував  | не фінішував  | не фінішував  | не фінішував  |              |     |
| Жоан Кларе           | швидкісний спуск, чоловіки   |               |               | 1:56.29       | 27            |              |     |
| Гільєрмо Фає         | швидкісний спуск, чоловіки   |               |               | 1:56.20       | 26            |              |     |
| Гільєрмо Фає         | супергігант, чоловіки        |               |               | 1:32.03       | 22            |              |     |
| Жульєн Лізеру        | комбінація, чоловіки         | 1:57.18       | 51.18         | 2:48.36       | 18            |              |     |
| Жульєн Лізеру        | слалом, чоловіки             | 48.82         | 51.90         | 1:40.72       | 9             |              |     |
| Тома Мермійо-Блонден | комбінація, чоловіки         | 1:56.50       | 52.12         | 2:48.62       | 19            |              |     |
| Тома Мермійо-Блонден | гігантський слалом, чоловіки | не фінішував  | не фінішував  | не фінішував  | не фінішував  |              |     |
| Тома Мермійо-Блонден | слалом, чоловіки             | 49.90         | 52.58         | 1:42.48       | 21            |              |     |
| Стів Міссільє        | гігантський слалом, чоловіки | 1:18.20       | 1:21.23       | 2:39.43       | 13            |              |     |
| Стів Міссільє        | слалом, чоловіки             | 49.49         | не стартував  | не стартував  | не стартував  |              |     |
| Давид Пуассон        | швидкісний спуск, чоловіки   |               |               | 1:54.82       | 7             |              |     |
| Давид Пуассон        | супергігант, чоловіки        |               |               | не фінішував  | не фінішував  |              |     |
| Сипрієн Рішар        | гігантський слалом, чоловіки | 1:17.86       | не фінішував  | не фінішував  | не фінішував  | не фінішував |     |
| Готьє де Тессьєр     | гігантський слалом, чоловіки | 1:19.50       | не стартував  | не стартував  | не стартував  | не стартував |     |
| Готьє де Тессьєр     | супергігант, чоловіки        |               |               | 1:33.17       | 31            |              |     |
| Адрієн Тео           | комбінація, чоловіки         | 1:55.05       | 52.92         | 2:47.97       | 12            |              |     |
| Адрієн Тео           | швидкісний спуск, чоловіки   |               |               | 1:55.40       | 16            |              |     |
| Адрієн Тео           | супергігант, чоловіки        |               |               | 1:31.24       | 13            |              |     |
| Максим Тіссо         | слалом, чоловіки             | 49.52         | 52.02         | 1:41.54       | 16            |              |     |
| Сандрін Обер         | комбінація, жінки            | 1:29.50       | 44.46         | 2:13.96       | 20            |              |     |
| Сандрін Обер         | слалом, жінки                | 51.68         | 52.78         | 1:44.46       | 5             |              |     |
| Таїна Баріоз         | гігантський слалом, жінки    | 1:15.14       | 1:12.65       | 2:27.79       | 9             |              |     |
| Анна-Софі Барте      | слалом, жінки                | 53.82         | 54.01         | 1:47.83       | 26            |              |     |
| Олівія Бертран       | гігантський слалом, жінки    | 1:16.32       | 1:11.81       | 2:28.13       | 12            |              |     |
| Клер Дотерівс        | слалом, жінки                | не фінішувала | не фінішувала | не фінішувала | не фінішувала |              |     |
| Інгрід Жакмо         | швидкісний спуск, жінки      |               |               | 1:48.85       | 23            |              |     |
| Інгрід Жакмо         | супергігант                  |               |               | 1:21.77       | 10            |              |     |
| Марі Маршан-Арв'є    | комбінація, жінки            | 1:25.41       | 46.41         | 2:11.82       | 10            |              |     |
| Марі Маршан-Арв'є    | швидкісний спуск, жінки      |               |               | 1:46.22       | 7             |              |     |
| Марі Маршан-Арв'є    | супергігант                  |               |               | не фінішував  | не фінішував  |              |     |
| Анемон Мармоттан     | гігантський слалом, жінки    | 1:16.55       | 1:11.45       | 2:28.00       | 11            |              |     |
| Настасья Ноанс       | слалом, жінки                | 54.49         | 54.08         | 1:48.57       | 29            |              |     |
| Орелі Ревіє          | швидкісний спуск, жінки      |               |               | 1:47.92       | 17            |              |     |
| Орелі Ревіє          | супергігант                  |               |               | 1:24.08       | 22            |              |     |
| Маріон Роллан        | швидкісний спуск, жінки      |               |               | DNF           | DNF           | DNF          | DNF |
| Тесса Ворлі          | гігантський слалом, жінки    | 1:15.80       | 1:12.74       | 2:28.54       | 16            |              |     |

## Керлінг

### Чоловічий турнір
Склад команди
- Тома Дюфур
- Тоні Анжибу
- Жан Анрі Дюкро
- Ришар Дюкро
- Рафаель Матьє

Коловий турнір
| Місце | Країна          | Виграшів | Програшів | Здобуто очок | Програно очок | Виграних ендів | Програних ендів | Порожніх ендів | Здійснено краж | Пропущено краж | Відсоток влучності |
| ----- | --------------- | -------- | --------- | ------------ | ------------- | -------------- | --------------- | -------------- | -------------- | -------------- | ------------------ |
| 1     | Канада          | 9        | 0         | 75           | 36            | 36             | 28              | 14             | 2              | 4              | 85                 |
| 2     | Норвегія        | 7        | 2         | 64           | 43            | 40             | 32              | 15             | 7              | 1              | 84                 |
| 3     | Швейцарія       | 6        | 3         | 53           | 45            | 35             | 39              | 20             | 8              | 9              | 81                 |
| 4     | Швеція          | 5        | 4         | 50           | 52            | 34             | 36              | 20             | 6              | 8              | 82                 |
| 4     | Велика Британія | 5        | 4         | 57           | 44            | 35             | 29              | 20             | 9              | 4              | 81                 |
| 6     | Німеччина       | 4        | 5         | 48           | 60            | 35             | 38              | 11             | 9              | 8              | 87.5               |
| 7     | Франція         | 3        | 6         | 31           | 58            | 22             | 34              | 16             | 7              | 8              | 73                 |
| 8     | КНР             | 2        | 7         | 52           | 60            | 37             | 37              | 9              | 7              | 13             | 77                 |
| 9     | Данія           | 2        | 7         | 40           | 57            | 31             | 29              | 12             | 6              | 5              | 78                 |
| 10    | США             | 2        | 7         | 43           | 59            | 32             | 41              | 18             | 9              | 12             | 76                 |

## Ковзанярський спорт
| Спортсмен      | Дисципліна              | Фінал    | Фінал |
| Спортсмен      | Дисципліна              | Час      | Місце |
| -------------- | ----------------------- | -------- | ----- |
| Паскаль Бріан  | 1500 метрів (чоловіки)  | 1:50.71  | 33    |
| Алексіс Контен | 5000 метрів (чоловіки)  | 6:19.58  | 6     |
| Алексіс Контен | 10000 метрів (чоловіки) | 13:12.11 | 4     |

## Лижне двоборство
| Спортсмен                                                     | Дисципліна                        | Стрибки з трампліна | Стрибки з трампліна | Лижні перегони | Лижні перегони | Загалом | Загалом |
| Спортсмен                                                     | Дисципліна                        | Бали                | Місце               | Відставання    | Час            | Час     | Місце   |
| ------------------------------------------------------------- | --------------------------------- | ------------------- | ------------------- | -------------- | -------------- | ------- | ------- |
| Джейсон Ламі-Шаппюї                                           | нормальний трамплін/10 км         | 124.0               | 5                   | 0:46           | 25:01.1        | 25:47.1 | 1       |
| Джейсон Ламі-Шаппюї                                           | великий трамплін/10 км            | 91.5                | 29                  | 2:22           | 25:22.6        | 27:34.1 | 18      |
| Франсуа Бро                                                   | нормальний трамплін/10 км         | 122.0               | 8                   | 0:54           | 26:58.3        | 27:52.3 | 34      |
| Франсуа Бро                                                   | великий трамплін/10 км            | 116.3               | 5                   | 0:43           | 26:16.6        | 26:59.6 | 14      |
| Максим Лаерт                                                  | великий трамплін/10 км            | 80.0                | 39                  | 3:08           | 26:24.2        | 29:33.0 | 38      |
| Жонатан Феліса                                                | нормальний трамплін/10 км         | 112.0               | 30                  | 1:34           | 26:03.7        | 27:37.7 | 30      |
| Себастьєн Лакруа                                              | нормальний трамплін/10 км         | 113.0               | 29                  | 1:30           | 25:26.3        | 26:56:3 | 19      |
| Себастьєн Лакруа                                              | великий трамплін/10 км            | 101.2               | 21                  | 1:43           | 26:02.2        | 26:45.2 | 19      |
| Максим Лаерт Франсуа Бро Себастьєн Лакруа Джейсон Ламі-Шаппюї | командний великий трамплін/4×5 км | 474.7               | 5                   | 0:43           | 48:35.4        | 49:28.4 | 4       |

## Лижні перегони
Дистанційні перегони
| Спортсмен                                                     | Дисципліна                                  | Фінал         | Фінал         | Фінал |
| Спортсмен                                                     | Дисципліна                                  | Час           | Місце         |       |
| ------------------------------------------------------------- | ------------------------------------------- | ------------- | ------------- | ----- |
| Робен Дювіллар                                                | гонка переслідування, 30 км (чоловіки)      | 1:23:57.6     | 50            |       |
| Жан-Марк Гаяр                                                 | 15 км вільним стилем (чоловіки)             | 35:20.5       | 32            |       |
| Жан-Марк Гаяр                                                 | гонка переслідування, 30 км (чоловіки)      | 1:19:48.1     | 30            |       |
| Жан-Марк Гаяр                                                 | мас-старт 50 км класичним стилем (чоловіки) | 2:06:38.0     | 19            |       |
| Емманюель Жонньє                                              | 15 км вільним стилем (чоловіки)             | 34:55.1       | 20            |       |
| Моріс Маніфіка                                                | 15 км вільним стилем (чоловіки)             | 34:27.4       | 6             |       |
| Моріс Маніфіка                                                | гонка переслідування, 30 км (чоловіки)      | 1:17:58.2     | 26            |       |
| Сиріл Міранда                                                 | мас-старт 50 км класичним стилем (чоловіки) | 2:11:56.9     | 38            |       |
| Венсан Вітто                                                  | 15 км вільним стилем (чоловіки)             | 34:16.2       | 5             |       |
| Венсан Вітто                                                  | гонка переслідування, 30 км (чоловіки)      | 1:16:23.4     | 15            |       |
| Венсан Вітто                                                  | мас-старт 50 км класичним стилем (чоловіки) | 2:05:49.6     | 13            |       |
| Жан-Марк Гаяр, Венсан Вітто, Моріс Маніфіка, Емманюель Жонньє | естафета 4 x 10 км (чоловіки)               | 1:45:26.3     | 4             |       |
| Лор Бартелемі                                                 | 10 км вільним стилем (жінки)                | 28:43.9       | 62            |       |
| Селія Буржуа                                                  | 10 км вільним стилем (жінки)                | 27:31.4       | 48            |       |
| Орор Жан                                                      | 10 км вільним стилем (жінки)                | 27:30.2       | 47            |       |
| Орор Жан                                                      | 15 км гонка переслідування (жінки)          | 21:59.8       | 32            |       |
| Орор Жан                                                      | мас-старт 30 км класичним стилем (жінки)    | 1:33:58.3     | 15            |       |
| Карін Лоран Філіппо                                           | 10 км вільним стилем (жінки)                | 26:27.9       | 26            |       |
| Карін Лоран Філіппо                                           | 15 км гонка переслідування (жінки)          | 22:11.5       | 19            |       |
| Карін Лоран Філіппо                                           | мас-старт 30 км класичним стилем (жінки)    | 1:33:11.4     | 10            |       |
| Сесіль Сторті                                                 | 15 км гонка переслідування (жінки)          | 23:41.7       | 45            |       |
| Сесіль Сторті                                                 | мас-старт 30 км класичним стилем (жінки)    | не фінішувала | не фінішувала |       |
| Емілі Віна                                                    | 15 км гонка переслідування (жінки)          | 23:01.1       | 49            |       |
| Орор Жан, Карін Лоран Філіппо, Селія Буржуа, Сесіль Сторті    | естафета 4 x 5 км (жінки)                   | 56:30.6       | 6             |       |

Спринт
| Спортсмен                          | Дисципліна                 | Кваліфікація | Кваліфікація | Чвертьфінал       | Чвертьфінал       | Півфінал           | Півфінал           | Фінал              | Фінал      |            |
| Спортсмен                          | Дисципліна                 | Час          | Місце        | Час               | Місце             | Час                | Місце              | Час                | Місце      |            |
| ---------------------------------- | -------------------------- | ------------ | ------------ | ----------------- | ----------------- | ------------------ | ------------------ | ------------------ | ---------- | ---------- |
| Родді Даррагон                     | спринт, чоловіки           | 3:41.88      | 31           | не кваліфікувався | не кваліфікувався | не кваліфікувався  | не кваліфікувався  | не кваліфікувався  | 31         |            |
| Сиріл Міранда                      | спринт, чоловіки           | 3:38.83      | 17 Q         | 3:37.3            | 3                 | не пройшов         | не пройшов         | не пройшов         | не пройшов | не пройшов |
| Сиріл Міранда, Венсан Вітто        | командний спринт, чоловіки |              |              |                   |                   | 18:43.8            | 2                  | 19:18.7            | 7          |            |
| Орор Жан                           | спринт, жінки              | 3:48.52      | 23 Q         | 3:48.7            | 5                 | не кваліфікувалася | не кваліфікувалася | не кваліфікувалася | 23         |            |
| Карін Лоран Філіппо, Лор Бартелемі | командний спринт, жінки    |              |              |                   |                   | 18:42.2            | 1 Q                | 19:04.2            | 10         |            |

## Санний спорт
| Спортсмен | Дисципліна         | Спуск 1 | Спуск 2 | Спуск 3 | Спуск 4 | Разом    | Разом |
| Спортсмен | Дисципліна         | Час     | Час     | Час     | Час     | Час      | Місце |
| --------- | ------------------ | ------- | ------- | ------- | ------- | -------- | ----- |
| Тома Жиро | одиночки, чоловіки | 49.077  | 49.192  | 49.294  | 49.157  | 3:16.850 | 22    |

## Скелетон
| Спортсмен          | Дисципліна | Спуск 1 | Спуск 1 | Спуск 2 | Спуск 2 | Спуск 3 | Спуск 3 | Спуск 4 | Спуск 4 | Разом   | Разом |
| Спортсмен          | Дисципліна | Час     | Місце   | Час     | Місце   | Час     | Місце   | Час     | Місце   | Час     | Місце |
| ------------------ | ---------- | ------- | ------- | ------- | ------- | ------- | ------- | ------- | ------- | ------- | ----- |
| Грегорі Сент-Женьє | чоловіки   | 53.40   | 15      | 53.16   | 8       | 53.32   | 16      | 53.43   | 20      | 3:33.31 | 15    |

## Стрибки з трампліна
| Спортсменка                                                         | Дисципліна                           | Кваліфікація | Кваліфікація | Перший раунд | Перший раунд | Фінал | Фінал | Фінал |
| Спортсменка                                                         | Дисципліна                           | Бали         | Місце        | Бали         | Місце        | Бали  | Разом | Місце |
| ------------------------------------------------------------------- | ------------------------------------ | ------------ | ------------ | ------------ | ------------ | ----- | ----- | ----- |
| Еммануель Шедаль                                                    | нормальний трамплін                  | 127.0        | 13           | 120.0        | 24           | 114.5 | 27    | 24    |
| Еммануель Шедаль                                                    | великий трамплін                     | 135.1        | 10           | 99.8         | 25           | 125.7 | 7     | 13    |
| Венсан Декомб-Севуа                                                 | нормальний трамплін                  | 123.5        | 18           | 113.5        | 29           | 116.5 | 24    | 28    |
| Венсан Декомб-Севуа                                                 | великий трамплін                     | 117.9        | 26           | 101.0        | 23           | 110.6 | 19    | 21    |
| Давид Лацароні                                                      | нормальний трамплін                  | 117.9        | 26           | 101.0        | 47           | DNQ   | DNQ   | 47    |
| Давид Лацароні                                                      | великий трамплін                     | 105.0        | 35           | 85.6         | 34           | DNQ   | DNQ   | 34    |
| Александр Маббу                                                     | нормальний трамплін                  | 103.0        | 50           | DNQ          | DNQ          | DNQ   | DNQ   | 60    |
| Александр Маббу                                                     | великий трамплін                     | 76.1         | 48           | DNQ          | DNQ          | DNQ   | DNQ   | 58    |
| Еммануель Шедаль Венсан Декомб-Севуа Давид Лацароні Александр Маббу | командні змагання (великий трамплін) |              |              | 419.8        | 9            | DNQ   | DNQ   | 9     |

## Фігурне катання
| Спортсмен                            | Дисципліна                | CD    | CD    | SP/OD | SP/OD | FS/FD  | FS/FD | Разом  | Разом |
| Спортсмен                            | Дисципліна                | Бали  | Місце | Бали  | Місце | Бали   | Місце | Бали   | Місце |
| ------------------------------------ | ------------------------- | ----- | ----- | ----- | ----- | ------ | ----- | ------ | ----- |
| Флоран Амодьйо                       | Чоловіче одиночне катання |       |       | 75.35 | 11    | 134.95 | 15    | 210.30 | 12    |
| Браян Жубер                          | Чоловіче одиночне катання |       |       | 68.00 | 18    | 132.22 | 16    | 200.22 | 16    |
| Ванесса Джеймс / Яннік Бонер         | Спортивні пари            |       |       | 51.16 | 15    | 93.94  | 14    | 145.10 | 14    |
| Ізабель Делобель / Олів'є Шонфельдер | Танці на льоду            | 37.99 | 6     | 58.68 | 7     | 97.06  | 6     | 193.73 | 6     |
| Наталі Пешала/Фабіан Бурза           | Танці на льоду            | 36.13 | 9     | 59.99 | 6     | 94.37  | 7     | 190.49 | 7     |

## Фристайл
Могул
| Спортсмен    | Дисципліна | Кваліфікація | Кваліфікація | Фінал | Фінал |
| Спортсмен    | Дисципліна | Бали         | Місце        | Бали  | Місце |
| ------------ | ---------- | ------------ | ------------ | ----- | ----- |
| Гільбо Кола  | чоловіки   | 25.93        | 1 Q          | 25.74 | 6     |
| Ентоні Бінна | чоловіки   | RNS          | RNS          | DNQ   | DNQ   |
| Арно Буріль  | чоловіки   | 22.58        | 22           | DNQ   | 22    |
| П'єр Окс     | чоловіки   | 23.19        | 17 Q         | 23.62 | 12    |

Скікрос
| Спортсмен       | Дисципліна | Посів   | Посів | 1/16    | Чвертьфінал | Півфінал | Фінал         | Фінал |
| Спортсмен       | Дисципліна | Час     | Місце | Позиція | Позиція     | Позиція  | Позиція       | Місце |
| --------------- | ---------- | ------- | ----- | ------- | ----------- | -------- | ------------- | ----- |
| Енак Гаваджо    | чоловіки   | 1:13.90 | 1 Q   | 1 Q     | 2 Q         | 4        | малий фінал 1 | 5     |
| Ксав'є Кун      | чоловіки   | 1:12.91 | 3 Q   | 4       | DNQ         | DNQ      | DNQ           | 29    |
| Тед Піккард     | чоловіки   | 1:14.10 | 16 Q  | 4       | DNQ         | DNQ      | DNQ           | 30    |
| Сильвен Міаллер | чоловіки   | 1:13.91 | 14 Q  | 1 Q     | 3           | DNQ      | DNQ           | 11    |
| Офелія Давид    | жінки      | 1:18.14 | 6 Q   | 1 Q     | 4           | DNQ      | DNQ           | 16    |
| Хлоя Жорж       | жінки      | 1:22.03 | 28 Q  | 4       | DNQ         | DNQ      | DNQ           | 25    |
| Маріон Жоссеран | жінки      | 1:19.42 | 13 Q  | 2 Q     | 2 Q         | 1 Q      | 3             | 3     |

## Шорт-трек
| Спортсмен                                                                | Дисципліна                 | Попередній заїзд | Попередній заїзд | Чвертьфінал | Чвертьфінал | Півфінал   | Півфінал   | Фінал      | Фінал      |
| Спортсмен                                                                | Дисципліна                 | Час              | Місце            | Час         | Місце       | Час        | Місце      | Час        | Місце      |
| ------------------------------------------------------------------------ | -------------------------- | ---------------- | ---------------- | ----------- | ----------- | ---------- | ---------- | ---------- | ---------- |
| Максим Шатеньє                                                           | 1000 м (чоловіки)          | DQ               | DQ               | не пройшов  | не пройшов  | не пройшов | не пройшов | не пройшов | T34        |
| Максим Шатеньє                                                           | 1500 м (чоловіки)          | DQ               | DQ               | не пройшов  | не пройшов  | не пройшов | не пройшов | не пройшов | T34        |
| Тібо Фоконне                                                             | 500 м (чоловіки)           | 41.730           | 1 Q              | 51.339      | 4           | не пройшов | не пройшов | не пройшов | 16         |
| Тібо Фоконне                                                             | 1000 м (чоловіки)          | 1:27.080         | 2 Q              | 1:26.213    | 4           | не пройшов | не пройшов | не пройшов | 15         |
| Бенжамен Масе                                                            | 1500 м (чоловіки)          | 2:12.875         | 4                | не пройшов  | не пройшов  | не пройшов | не пройшов | не пройшов | не пройшов |
| Жан Шарль Маттеї                                                         | 1500 м (чоловіки)          | 2:33.989         | 5 ADV            | 2:36.291    | 7           | не пройшов | не пройшов | не пройшов | 21         |
| Жан Шарль Маттеї Бенжамен Масе Тібо Фоконне Максим Шатеньє Жеремі Массон | естафета 5000 м (чоловіки) |                  |                  |             |             | 6:51.071   | 3 ADV      | 6:51.566   | 5          |
| Стефані Був'є                                                            | 500 м (жінки)              | 44.376           | 3                | не пройшла  | не пройшла  | не пройшла | не пройшла | не пройшла | не пройшла |
| Стефані Був'є                                                            | 1000 м (жінки)             | 1:36.199         | 2 Q              | 1:30.420    | 4           | не пройшла | не пройшла | не пройшла | 9          |
| Стефані Був'є                                                            | 1500 м (жінки)             | 2:24.966         | 4 Q              | не пройшла  | не пройшла  | не пройшла | не пройшла | не пройшла | не пройшла |
| Веронік П'єррон                                                          | 500 м (жінки)              | 45.218           | 2                | 1:10.899    | 4           | не пройшла | не пройшла | не пройшла | не пройшла |